# Eduard Müller
Eduard Müller (Felsőőr, 1962. augusztus 31. –) Ausztria pénzügyminisztere volt.

## Élete
1997-tól 2013-ig a pénzügyminisztériumban dolgozott.
2015-től osztályvezető (Sektionchef) a pénzügyminisztériumban volt.

## Publikációi
- 2009: Steuerreform 2009: Steuerreformgesetz – Konjunkturbelebungsgesetz – Ökoprämiengesetz, gemeinsam mit Bernadette M. Gierlinger, Linde Verlag, Wien 2009, ISBN 978-3-7073-1471-7
- 2014: SWK-Spezial Finanz-Wegweiser, als Herausgeber gemeinsam mit Eva Maria Schrittwieser, Linde Verlag, Wien 2014, ISBN 978-3-7073-3030-4
- 2018: SteuerSparBuch 2018/2019: Für Lohnsteuerzahler und Selbständige (Ausgabe Österreich), Linde Verlag, Wien 2018, 24. Auflage, ISBN 978-3-7093-0647-5
- 2018: SWK-Spezial Lohnverrechnung 2018: mit Lohnsteuertabellen, Linde Verlag, Wien 2018, ISBN 978-3-7073-3811-9

## Fordítás
- Ez a szócikk részben vagy egészben  az   Eduard Müller című német Wikipédia-szócikk ezen változatának fordításán alapul.  Az eredeti cikk szerkesztőit annak laptörténete sorolja fel. Ez a jelzés csupán a megfogalmazás eredetét és a szerzői jogokat jelzi, nem szolgál a cikkben szereplő információk forrásmegjelöléseként.